# Рокка-Пьеторе
Рокка-Пьеторе (итал. Rocca Pietore) — коммуна в Италии, располагается в провинции Беллуно области Венеция.
Население составляет 1451 человек (2008 г.), плотность населения составляет 19 чел./км². Занимает площадь 75 км². Почтовый индекс — 32020. Телефонный код — 0437.
Покровительницей коммуны почитается святая Мария Магдалина, празднование 22 июля.

## География
Озёра: Лаго-ди-Аллеге и Lago dei Negher-Franzei-Giau.

## Демография
Динамика населения:

## Администрация коммуны
- Официальный сайт: http://www.comune.roccapietore.bl.it/